# The World Set Free
The World Set Free é um romance de H.G.Wells lançado originalmente em 1914.